# Rosewoodmassakren
Rosewoodmassakren var et racistisk motiveret angreb på sorte amerikanere, der fandt sted i dagene 1. til 7. januar 1923 i den amerikanske landsby Rosewood i det centrale Florida i USA og som ledte til en massakre. Som led i massakren blev landsbyen brændt ned. De officielle dødstal for massakren siger at 6 sorte og to hvide blev dræbt, men de uofficielle estimater peger på mellem 27 og 150 dræbte.
Massakren tog sit afsæt, da en gruppe hvide mænd fra flere nærliggende landsbyer lynchede en sort mand fra Rosewood grundet rygter om, at en hvid kvinde i den nærliggende by Sumner var blevet overfaldet og muligvis voldtaget af en sort mand. En pøbel på flere hundrede hvide gennemgik landskabet for at finde sorte og nedbrændte i den forbindelse næsten alle huse i Rosewood. Overlevende fra byen gemte sig i flere dage i sumpene indtil de blev evakueret med tog og biler til nærliggende større byer. Byen blev forladt af dets tidligere indbyggere og blev aldrig genopbygget.
Ingen personer blev arresteret i forbindelse med massakren og ingen blev dømt.
På trods af at der i USA i denne periode ofte blev registreret og rapporteret om raceuroligheder, er der kun få officielle dokumenter om massakren. Først omkring 60 år efter massakren nåede historien nyhedsmedierne, da historien blev afdækket i begyndelsen af 1980'erne. Overlevende og efterkommere organiserede et sagsanlæg mod Florida for at have forsømt at beskytte Rosewoods sorte befolkning. Efter en rapport fra 1993 om begivenhederne besluttede staten Florida som den første stat i USA at udbetale erstatning til efterkommerne og de overlevende efter raceurolighederne.
Forløbet var emnet i en film fra 1997, Rosewood instrueret af John Singleton. Området blev i 2004 udpeget til 'Florida Heritage Landmark'.